# Ghetto Music: The Blueprint of Hip Hop
Ghetto Music: The Blueprint of Hip Hop è il terzo album del gruppo hip hop statunitense Boogie Down Productions, pubblicato nel 1989.
| Recensione | Giudizio |
| ---------- | -------- |
| AllMusic   | [ 1 ]    |

## Tracce
Tutte le tracce sono scritte, prodotte e interpretate da KRS-One, tranne dove indicato.
1. The Style You Haven't Done Yet
2. Why Is That?
3. The Blueprint
4. Jack of Spades
5. Jah Rulez (scritta e interpretata da KRS-One con Harmony)
6. Breath Control (interpretata da KRS-One con D-Nice)
7. Who Protects Us From You?
8. You Must Learn
9. Hip Hop Rules
10. Bo! Bo! Bo!
11. Gimme, Dat, (Woy)
12. Ghetto Music (scritta e prodotta da KRS-One con Williams "Spaceman" Patterson)
13. World Peace

## Classifiche

### Classifiche settimanali
| Classifica (1989)         | Posizione massima |
| ------------------------- | ----------------- |
| Stati Uniti               | 36                |
| US Top R&B/Hip-Hop Albums | 7                 |

### Classifiche di fine anno
| Classifica (1989)         | Posizione massima |
| ------------------------- | ----------------- |
| US Top R&B/Hip-Hop Albums | 53                |